# ماتسورا (ناغاساكي)
مدينة ماتسورا (بالإنجليزية: Matsuura)‏ هي أحد المدن التابعة لمحافظة ناغاساكي. تأسست رسميًا في 01/01/2006. ويقدر عدد سكانها بـ 26007 نسمة حسب تقدير مكتب الإحصاء الياباني لعام 2012. تبلغ مساحة ماتسورا 130.35 كم2. بكثافة سكانية تبلغ 200 نسمة/كم2.